# Desmoscolex nudus
Desmoscolex nudus är en rundmaskart som beskrevs av Benjamin G. Chitwood 1951. Desmoscolex nudus ingår i släktet Desmoscolex och familjen Desmoscolecidae. Inga underarter finns listade i Catalogue of Life.